# La Trinité (Savoia)
La Trinité és un municipi francès al departament de Savoia (regió d'Alvèrnia-Roine-Alps). L'any 2007 tenia 277 habitants.

## Demografia

### Població
El 2007 la població de fet de La Trinité era de 277 persones. Hi havia 116 famílies de les quals 32 eren unipersonals (20 homes vivint sols i 12 dones vivint soles), 32 parelles sense fills, 36 parelles amb fills i 16 famílies monoparentals amb fills.
La població ha evolucionat segons el següent gràfic:
Habitants censats

### Habitatges
El 2007 hi havia 131 habitatges, 111 eren l'habitatge principal de la família, 14 eren segones residències i 6 estaven desocupats. 123 eren cases i 5 eren apartaments. Dels 111 habitatges principals, 95 estaven ocupats pels seus propietaris, 11 estaven llogats i ocupats pels llogaters i 5 estaven cedits a títol gratuït; 2 tenien una cambra, 5 en tenien dues, 14 en tenien tres, 29 en tenien quatre i 61 en tenien cinc o més. 100 habitatges disposaven pel capbaix d'una plaça de pàrquing. A 53 habitatges hi havia un automòbil i a 53 n'hi havia dos o més.

### Piràmide de població
La piràmide de població per edats i sexe el 2009 era:
| Homes | Edats   | Dones |
| ----- | ------- | ----- |
| 0     | 95 o +  | 0     |
| 0     | 90 a 94 | 0     |
| 0     | 85 a 89 | 0     |
| 0     | 80 a 84 | 0     |
| 8     | 75 a 79 | 8     |
| 0     | 70 a 74 | 8     |
| 0     | 65 a 69 | 4     |
| 4     | 60 a 64 | 4     |
| 4     | 55 a 59 | 4     |
| 12    | 50 a 54 | 4     |
| 8     | 45 a 49 | 20    |
| 8     | 40 a 44 | 4     |
| 8     | 35 a 39 | 8     |
| 16    | 30 a 34 | 12    |
| 4     | 25 a 29 | 8     |
| 4     | 20 a 24 | 4     |
| 8     | 15 a 19 | 8     |
| 0     | 10 a 14 | 4     |
| 4     | 5 a 9   | 8     |
| 4     | 0 a 4   | 8     |

## Economia
El 2007 la població en edat de treballar era de 173 persones, 139 eren actives i 34 eren inactives. De les 139 persones actives 134 estaven ocupades (77 homes i 57 dones) i 5 estaven aturades (1 home i 4 dones). De les 34 persones inactives 12 estaven jubilades, 7 estaven estudiant i 15 estaven classificades com a «altres inactius».

### Ingressos
El 2009 a La Trinité hi havia 105 unitats fiscals que integraven 286,5 persones, la mediana anual d'ingressos fiscals per persona era de 19.180 €.

### Activitats econòmiques
Dels 9 establiments que hi havia el 2007, 2 eren d'empreses de fabricació d'altres productes industrials, 2 d'empreses de construcció, 1 d'una empresa de comerç i reparació d'automòbils, 1 d'una empresa de transport, 1 d'una empresa d'hostatgeria i restauració, 1 d'una empresa d'informació i comunicació i 1 d'una entitat de l'administració pública.
Dels 3 establiments de servei als particulars que hi havia el 2009, 1 era un taller de reparació d'automòbils i de material agrícola i 2 lampisteries.
L'any 2000 a La Trinité hi havia 7 explotacions agrícoles.

## Equipaments sanitaris i escolars
El 2009 hi havia una escola elemental integrada dins d'un grup escolar amb les comunes properes formant una escola dispersa.

## Poblacions més properes
El següent diagrama mostra les poblacions més properes.